# Podotricha straminea
Podotricha straminea är en fjärilsart som beskrevs av Riley 1926. Podotricha straminea ingår i släktet Podotricha och familjen praktfjärilar. Inga underarter finns listade i Catalogue of Life.